# 罗贝尔马尼
罗贝尔马尼（法語：Robert-Magny，法語發音：[ʁɔbɛʁ maɲi]）是法国上马恩省的一个旧市镇，属于圣迪济耶区。罗贝尔马尼曾于1972年与市镇拉讷维尔阿雷米合并为市镇罗贝尔马尼-拉讷维尔阿雷米。2012年，罗贝尔马尼-拉讷维尔阿雷米拆分回原来的两市镇。2016年1月1日，罗贝尔马尼和相邻的代尔地区蒙捷合并为新市镇拉波特迪代尔（La Porte du Der）。

## 地理
罗贝尔马尼（48°27'41"N, 4°50'48"E）面积19.44 平方千米，位于法国大東部大區上马恩省，该省份为法国东北部内陆省份，北起马恩省和默兹省，西接奥布省，西南接科多尔省，东南接上索恩省，东临孚日省。
与罗贝尔马尼接壤的市镇（或旧市镇、城区）包括：巴伊欧福日、拉讷维尔阿雷米、梅尔特吕、索姆瓦尔、蒂约、瓦耶孔特、代尔地区蒙捷。
罗贝尔马尼的时区为UTC+01:00、UTC+02:00（夏令时）。

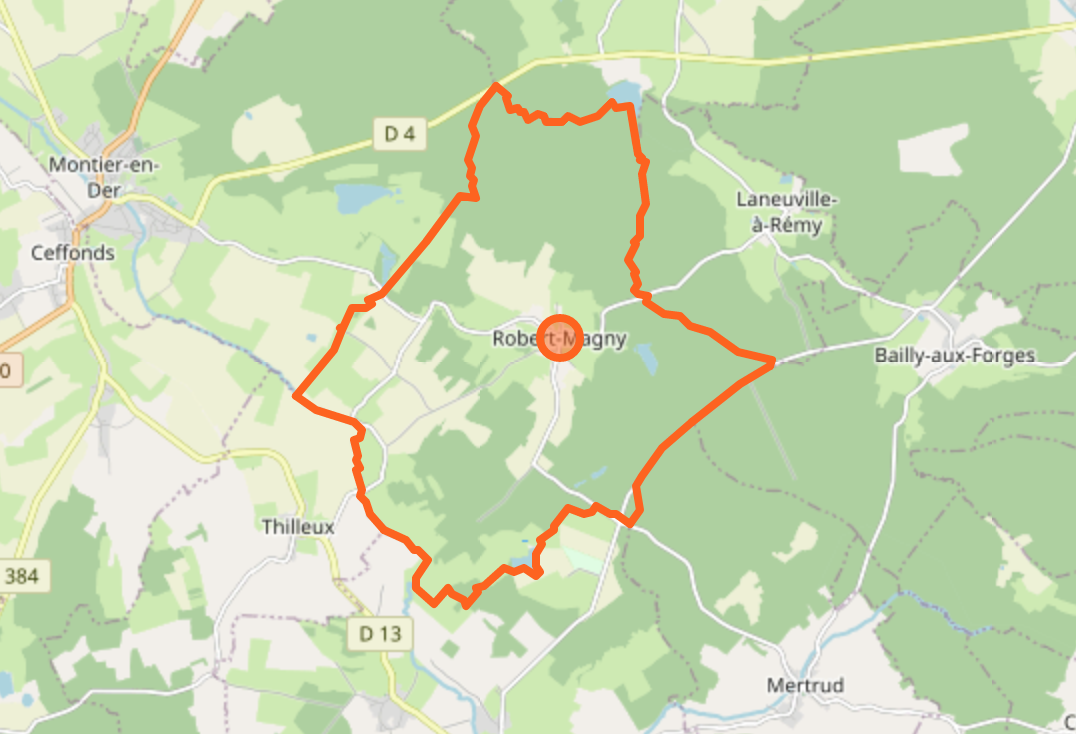
罗贝尔马尼的OSM定位图

## 行政
罗贝尔马尼的邮政编码为52220，INSEE市镇编码为52427。

## 政治
罗贝尔马尼所属的省级选区为瓦西县。

## 人口
罗贝尔马尼于2018年1月1日时的人口数量为324人。